# بهرام عکاشه
بهرام عکاشه بابادی (۱۳۱۵ – ۱۲ خرداد ۱۴۰۴) زمین‌شناس و استاد دانشگاه اهل ایران بود که به‌عنوان پدر علم لرزه‌شناسی ایران شناخته می‌شد. عکاشه همواره نسبت به خطر وقوع زمین‌لرزه در تهران هشدار داده و از طرفداران تغییر محل پایتخت به منظور به حداقل رساندن تلفات ناشی از زمین‌لرزه احتمالی بود.

## زندگی
بهرام عکاشه در سال ۱۳۱۵ در مسجدسلیمان زاده شد. او پس از گذارندن دبستان و دبیرستان در مسجدسلیمان و اهواز، در خرداد ۱۳۳۴ با رتبه نخست دیپلم ریاضی از دبیرستان دکتر حسابی دانش‌آموخته شد. وی در مهر ۱۳۳۴ تحصیل در رشته فیزیک را در دانشگاه تهران آغاز کرد و در خرداد ۱۳۳۸ مدرک کارشناسی خود را گرفت. بهرام عکاشه پس از پایان تحصیل در دانشگاه تهران برای مدتی به‌عنوان کارشناس و دستیار حسین کشی‌افشار (بنیانگذار انجمن ژئوفیزیک ایران و مؤسسه ژئوفیزیک دانشگاه تهران) فعالیت کرد.
بهرام عکاشه در دی ۱۳۳۸ با بورس تحصیلی مبادله‌ای به آلمان رفت. او پس از گذراندن دوره‌های زبان آلمانی در بهار ۱۳۳۹ در دانشگاه صنعتی اشتوتگارت به تحصیل فیزیک و ژئوفیزیک مشغول شد. او دروس مقدماتی لرزه‌شناسی را نزد پروفسور هیلر و آلبرت اینشتن، رئیس مؤسسه فیزیک در برلین گذراند. وی تحصیلات خود را در شهر فرانکفورت ادامه داد و تحصیلات کارشناسی و دکترای خود را پس از گذراندن دروس فیزیک، ژئوفیزیک، زمین‌شناسی و هواشناسی به پایان رساند و در پاییز ۱۳۴۸ دکترای ژئوفیزیک گرفت و به ایران بازگشت.
بهرام عکاشه در سال ۱۳۴۸ در مؤسسه ژئوفیزیک دانشگاه تهران به کار پرداخت و در سال ۱۳۶۴ به مرتبه استادی رسید. او سال‌ها رئیس بخش زلزله‌شناسی در موسسه ژئوفیزیک دانشگاه تهران بود و پس از ۳۰ سال فعالیت بازنشسته شد.
بهرام عکاشه در سال ۱۳۷۳ رشته ژئوفیزیک را دردانشگاه آزاد اسلامی واحد تهران شمال راه‌اندازی کرد و ۱۴ سال هدایت آن گروه را بر عهده داشت و رئیس دانشکده علوم پایه این دانشگاه بود.
او در زمینه زلزله‌شناسی اهمیت ویژه‌ای به همگانی کردن تفکر علمی می‌داد و به همین دلیل ارتباط خوبی با رسانه‌های اجتماعی داشت و نوشتن در مطبوعات، انجام مصاحبه، گفتگوهای رادیویی و تلویزیونی و همکاری با خبرگزاری‌ها را در اولویت قرار می‌داد.
پس از زمین‌لرزه ۱۳۸۲ بم درباره احتمال زمین‌لرزه تهران گفت: «متأسفانه ما عادت داريم هر وقت واقعه‌ای اتفاق افتاد، به‌شدت داغ و حساس شويم و به فکر نجات جان خود بیفتيم، اما وقتی مدت زمانی از آن گذشت باز آن را فراموش می‌کنيم. من بيش از ۲۰ سال است که فرياد می‌زنم تهران در معرض خطر زلزله است.»

### درگذشت
بهرام عکاشه در ۱۲ خرداد ۱۴۰۴ در ۸۹ سالگی درگذشت.

## تلاش‌های علمی
بهرام عکاشه دارای یک کتاب و ١٠٠ مقاله داخلی و ٣۵ مقاله خارجی بود. ساخت و راه‌اندازی چند پایگاه لرزه‌نگاری، بررسی طیف طراحی ساختگاه رآکتور تحقیقاتی تهران، تحلیل و کنترل مقاومت ساختمان رآکتور تحقیقاتی سازمان انرژی اتمی ایران در برابر زمین‌لرزه از دیگر فعالیت‌ها و مقالات آن به شمار می‌رود.